# Марич (река)
Марич (Яндракыннотваам)— река на Дальнем Востоке России, протекает по территории Провиденского района Чукотского автономного округа. Длина реки — 55 км.
Названа по островку с приметной вершиной в дельте одноимённой реки, с чукот. Мэрич — «место убийства». Второе название дословно переводится как «река у отдельной твёрдой земли».
Берёт истоки с восточных склонов горы Многокрылая, впадает у северного входа в пролив Сенявина Берингова моря.
Река в верховьях образует сравнительно широкую (до 5-6 км) долину, а в её устье находится эстуарий длиной около 5 км. Здесь к невысоким (до 200—300 м) возвышенностям прислонена серия аккумулятивных морских террас. Перемещение материала из долины реки привело к формированию вдоль берега обширной (длиной около 10 км) песчано-галечной косы, отделяющей от моря лагуну Кэйчуын. В самом устье река образовала довольно крупную для этого в целом гористого скального побережья дельту с множеством низких болотистых островов.
Притоки (от устья): Выеквынвеем, Этельп (Этляпетль), Аймэкыльвээм, Каменушка, Перекатная.
Близ устья по правую сторону расположено национальное село Янракыннот.